# 33 Sagittarii
33 Sagittarii är en gul ljusstark jätte i stjärnbilden Skytten.
33 Sagittarii har visuell magnitud +5,68 och är synlig för blotta ögat vid god seeing. Den befinner sig på ett avstånd av ungefär 1640 ljusår.